# عبد العزيز الملا
عبد العزيز الملا، حكم كرة قدم إماراتي دولي سابق.
و قد حكم في كأس الخليج 1988، وقد أدار مباراة منتخب عمان لكرة القدم ومنتخب قطر لكرة القدم في 10 مارس 1988.
وايضاً شارك في قيادة العديد من المباريات المهمة، كان أبرزها قيادته مباراة الأهلي والزمالك المصريين في بطولة الدوري المحلي المصري في موسم 92/93، التي انتهت بفوز الزمالك بهدف من دون رد، كما قاد أيضاً مباراة منتخبي هولندا وبلجيكا في الدور نصف النهائي لبطولة العالم العسكرية في عام 1989.
ومن المفارقات في مسيرته
انه في إحدى المباريات التي جمعت فريق الشعب والوصل في الدوري قام وقتها شقيق الحكم الدولي السابق اللاعب علي الملا الذي كان يلعب في صفوف الشعب بارتكاب مخالفة ضد لاعب الوصل في ذلك الوقت زهير بخيت، فلم اتردد في اشهار البطاقة الحمراء في وجهه، حيث أكد انه يجب على الحكم أن يكون صادقاً مع نفسه، وفي حال لم يتمكن من السيطرة على عواطفه وانتماءاته، فإن عليه الاعتذار عن قيادة مباراة الفريق الذي يتعاطف معه».